# Фернанду Бандейрінья
Фернанду Бандейрінья (порт. Fernando Bandeirinha, нар. 26 листопада 1962, Порту) — португальський футболіст, що грав на позиції флангового захисника, насамперед за «Порту», у складі якого здобув низку національних та міжнародних трофеїв. По завершенні ігрової кар'єри — тренер.

## Ігрова кар'єра
Народився 26 листопада 1962 року в місті Порту. Вихованець футбольної школи однойменного клубу. У сезоні 1981/82 дебютував в іграх за основну команду «Порту», проте з наступного сезону продовжив кар'єру в оренді в команді «Пасуш ді Феррейра». Згодом також на умовах оренди грав за «Варзім» та «Академіку» (Коїмбра).
Влітку 1986 року, після вдалого сезону, проведеного за «Академіку», був включений до заявки національної збірної Португалії для участі у тогорічному чемпіонаті світу замість представника «Бенфіки» Антоніу Велозу, якого дискваліфікували за підозрою у вживанні допінгу. Утім у матчах мундіалю участі не брав, взагалі у складі національної команди так й не дебютував.
Того ж 1986 року тренерський штаб «Порту» повернув захисника до складу команди. Стабільним гравцем основного складу команди з  Порту Бандейрінья так й не став, хоча протягом наступних десяти років регулярно залучався до її матчів. За ці роки шість разів виборював титул чемпіона Португалії, тричі виборював Кубок Португалії і шість разів Суперкубок країни. 1987 року став у складі «Порту» володарем Кубка чемпіонів УЄФА, володарем Суперкубка УЄФА, володарем Міжконтинентального кубка.
Завершив ігрову кар'єру у команді «Фелгейраша», за яку виступав протягом 1996—1997 років.

## Кар'єра тренера
1999 року став першим головним тренером «Порту Б», новоствореного фарм-клубу «Порту». За рік був звільнений з посади, проте залишився у команді на посаді асистента головного тренера. 

## Титули і досягнення
- Чемпіон Португалії (6):

«Порту»: 1987-1988, 1989-1990, 1991-1992, 1992-1993, 1994-1995, 1995-1996
- Володар Кубка Португалії (3):

«Порту»: 1987-1988, 1990-1991, 1993-1994
- Володар Суперкубка Португалії (6):

«Порту»: 1986, 1990, 1991, 1993, 1994, 1996
- Переможець Ліги чемпіонів УЄФА (1):

«Порту»: 1986-1987
- Володар Суперкубка УЄФА (1):

«Порту»: 1987
- Володар Міжконтинентального кубка (1):

«Порту»: 1987